# 牧野正臣
牧野 正臣（まきの まさおみ、1871年10月6日（明治4年8月22日） - 1938年（昭和13年）3月22日）は、大日本帝国陸軍軍人。最終階級は陸軍少将。

## 経歴・人物
茨城県西茨城郡笠間町（現・笠間市）出身。笠間藩主の一門・牧野正倫の長男。1893年（明治26年）陸軍士官学校第4期卒業。
1912年（明治45年）4月に騎兵第13連隊長、1912年（大正元年）8月に近衛騎兵連隊長、1914年（大正3年）1月に陸軍騎兵大佐を経て、1918年（大正7年）7月に陸軍少将に昇進と同時に待命、翌年1月に予備役に編入した。

## 栄典
- 1894年（明治27年）5月1日 - 正八位[4]
- 1895年（明治28年）
  - 11月15日 - 従七位[5]
  - 12月20日 - 勲六等瑞宝章、功五級金鵄勲章[6]
- 1897年（明治30年）12月15日 - 正七位[7]
- 1904年（明治37年）5月27日 - 勲五等瑞宝章[8]
- 1908年（明治41年）5月11日 - 正六位[9]
- 1913年（大正2年）7月21日 - 従五位[10]
- 1914年（大正3年）11月30日 - 勲三等瑞宝章[11]
- 1918年（大正7年）7月24日 - 正五位[12]